# Altinerininae
Altinerininae es una subfamilia de foraminíferos bentónicos de la familia Milioliporidae, de la superfamilia Soritoidea, del suborden Miliolina y del orden Miliolida. Su rango cronoestratigráfico abarca desde el Noriense hasta el Rhaetiense inferior (Triásico superior).

## Discusión
Algunas clasificaciones incluyen Altinerininae en la superfamilia Milioliporoidea.

## Clasificación
Altinerininae incluye al siguiente género:
- Altinerina †